# Amaurospiza aequatorialis
Az Amaurospiza aequatorialis  a madarak osztályának verébalakúak (Passeriformes) rendjébe és a  kardinálispintyfélék (Cardinalidae) családjába tartozó faj.

## Rendszerezése
A fajt Richard Bowdler Sharpe angol zoológus írta le 1888-ban. Szerepelt a kék magvágó (Amaurospiza concolor) alfajaként Amaurospiza concolor aequatorialis néven is.

## Előfordulása
Az Andokban, Kolumbia és Peru területén honos. Természetes élőhelyei a szubtrópusi vagy trópusi hegyi esőerdők.

## Természetvédelmi helyzete
A Természetvédelmi Világszövetség Vörös listáján nem szerepel.